# NGC 3259
NGC 3259 är en stavspiralgalax i stjärnbilden Stora björnen belägen ca 90 miljoner ljusår från solsystemet och upptäcktes den 3 april 1791 av William Herschel. Den har den morfologiska klassificeringen SAB(rs)bc, vilket anger att den är en spiralgalax med en svag stav tvärs över kärnan (SAB), en ofullständig inre ringstruktur som omger staven (rs) och måttliga till löst lindade spiralarmar (bc). Galaxen är en känd källa till röntgenstrålning och den har en aktiv galaxkärna av Seyfert 2-typen.